# Shane Ferguson
Shane Kevin Ferguson (nascut el 12 de juliol de 1991) és un futbolista professional nord-irlandès que juga pel Millwall i per la selecció d'Irlanda del Nord.
Anteriorment va passar dos períodes cedit al Birmingham City de la Championship anglesa, i al Rangers de l'Scottish Championship, la segona divisió escocesa. Pot jugar en qualsevol posició de la banda esquerra, tant com a Lateral esquerre com a extrem.

## Estadístiques

### Club
A match played 2 gener 2016.
| Club                    | Temporada     | Lliga                 | Lliga   | Lliga | Copa    | Copa | Copa de la Lliga | Copa de la Lliga | Altres  | Altres | Total   | Total |
| Club                    | Temporada     | Divisió               | Partits | Gols  | Partits | Gols | Partits          | Gols             | Partits | Gols   | Partits | Gols  |
| ----------------------- | ------------- | --------------------- | ------- | ----- | ------- | ---- | ---------------- | ---------------- | ------- | ------ | ------- | ----- |
| Newcastle United        | 2009–10       | Championship          | 0       | 0     | 0       | 0    | 0                | 0                | —       | —      | 0       | 0     |
| Newcastle United        | 2010–11       | Premier League        | 7       | 0     | 0       | 0    | 2                | 0                | —       | —      | 9       | 0     |
| Newcastle United        | 2011–12       | Premier League        | 7       | 0     | 1       | 0    | 1                | 0                | —       | —      | 9       | 0     |
| Newcastle United        | 2012–13       | Premier League        | 9       | 0     | 0       | 0    | 1                | 0                | 4       | 0      | 14      | 0     |
| Newcastle United        | 2014–15       | Premier League        | 0       | 0     | 0       | 0    | 0                | 0                | —       | —      | 0       | 0     |
| Newcastle United        | 2015–16       | Premier League        | 0       | 0     | 0       | 0    | 0                | 0                | —       | —      | 0       | 0     |
| Newcastle United        | Total         | Total                 | 23      | 0     | 1       | 0    | 4                | 0                | 4       | 0      | 32      | 0     |
| Birmingham City (cedit) | 2012–13       | Championship          | 11      | 1     | 0       | 0    | 0                | 0                | —       | —      | 11      | 1     |
| Birmingham City (cedit) | 2013–14       | Championship          | 18      | 0     | 2       | 0    | 3                | 0                | —       | —      | 23      | 0     |
| Birmingham City (cedit) | Total         | Total                 | 29      | 1     | 2       | 0    | 3                | 0                | —       | —      | 34      | 1     |
| Rangers (cedit)         | 2014–15       | Scottish Championship | 0       | 0     | 0       | 0    | —                | —                | 2       | 0      | 2       | 0     |
| Millwall (cedit)        | 2015–16       | Lliga One             | 22      | 2     | 0       | 0    | 1                | 0                | 1       | 0      | 24      | 2     |
| Total carrera           | Total carrera | Total carrera         | 74      | 3     | 3       | 0    | 8                | 0                | 7       | 0      | 92      | 3     |

1. ↑  Partits a la UEFA Europa League
2. ↑  Partits als play-offs de l'Scottish Championship
3. ↑  Partit al Football League Trophy

### Internacional
A 13 novembre 2015
| Equip nacional   | Any   | Partits | Gols |
| ---------------- | ----- | ------- | ---- |
| Irlanda del Nord | 2009  | 1       | 0    |
| Irlanda del Nord | 2012  | 5       | 1    |
| Irlanda del Nord | 2013  | 7       | 0    |
| Irlanda del Nord | 2014  | 5       | 0    |
| Irlanda del Nord | 2015  | 4       | 0    |
| Total            | Total | 22      | 1    |